# Ханс Хайнрих фон Хеслер
Ханс Хайнрих фон Хеслер (на немски: Hans Heinrich von Hessler; * 23 август 1568 в Клостерхеслер, част от Клостерхезелер в Саксония-Анхалт; † 12 януари 1634 в Клостерхеслер) е благородник от стария благороднически род фон Хеслер от Тюрингия, собственик на рицарските имения Бургхеслер и Балгщет в Саксония-Анхалт.
Той е син на Мориц фон Хеслер († 7 септември 1589) и съпругата му Анна Маршал фон Хесен-Госерщет († 1 декември 1698), дъщеря на Волф Маршал фон Хесен-Госерщет и Елеонора София фон Милтиц. Внук е на Курт фон Хеслер († 1553) и Анна фон Пустер.
През 1616 г. фамилията Хеслер купува двореца и имението Балгщет в Саксония-Анхалт.
Ханс Хайнрих фон Хеслер умира на 57 години на 12 януари 1634 г. в Клостерхеслер.

## Фамилия
Ханс Хайнрих фон Хеслер се жени на 29 май 1597 г. във Волмирщет за Мария фон Вицлебен (* пр. 1569, Волмирщет; † 22 октомври 1630 в Клостерхеслер), внучка на Георг Фридрих фон Вицлебен († сл. 1556) и Отилия фон Карпфен, и дъщеря на Георг-Волмар фон Вицлебен († 1569) и Анна фон Бенделебен († 1619). Те имат децата:
- Елизабет Магдалена фон Хеслер (* 11 май 1600; † 29 юли 1672, Хале), омъжена на 24 май 1620 г. в 	Клостерхеслер за Георг Рудолф фон Трота († 3 април 1647), син на Фридрих фон Трота († 13 март 1615) и Анна фон Брайтенбаух († 11 март 1615, Шкопау), дъщеря на Мелхиор фон Брайтенбаух († 1593) и Марта фон Хеслер († 1571)
- Амалия Доротее фон Хеслер (* 21 септември 1601; † 14 януари 1681, Требен), омъжена на 14 януари 1627 г. за Ханс Георг фон Брайтенбаух (* 1601; † 6 януари 1633, Ст. Улрих)
- Анна Мария фон Хеслер (* 18 юли 1605), омъжена на 28 октомври 1628 г. за Кристоф Георг фон Хюнике, син на Кристоф фон Хюнике († 1642) и Анна Елизабет фон Трота (1581 – 1623), дъщеря на Фридрих фон Трота
- Ханс Хайнрих фон Хеслер (1608 – 1654)
- Ханс Фридрих фон Хеслер (* 22 октомври 1610, Клостерхеслер; † 19 декември 1667, Баглщет), полковник, женен на 4 август 1634 г. за Кристина фон Буркерсрода, дъщеря на саксонския съветник Ханс Фридрих фон Буркерсрода (1574 – 1640)